# Lista de modchips do Wii
Wii é um console da Nintendo. Modchip é um hardware colocado no console para a ativação de leitura de backup (cópias de segurança) de jogos, entre outros benefícios.

## Lista de modchips
- Chiip
- CycloWiz
- d2ckey
- Drivekey
- d2pro (dos mesmos produtores do d2ckey, com diferença de ser atualizavel)
- OpenWii
- WiiFree
- WiiRez
- WiiD
- WiiKey
- Wiinja
- Wiip
- WiiXT
- Wi-ic
- yaosm

## Ligações Externas
- Nintendo Wii Modchip Site Informativo
- Official Chiip homepage
- Oficial WiiD homepage
- Oficial WiiKey homepage
- Oficial Wiinja homepage
- WiiFree Oficial Forum
- yaosm Oficial Forum